# John de Vere, Oxford grófja
John de Vere, Oxford 13. grófja (1443 – Castle Hedingham, 1513. március) angol főúr volt, aki a rózsák háborújában a Lancaster-házhoz tartozott, a York-pártiak két királyának trónfosztásában is segédkezett.
John de Vere 1462-ben örökölte meg Oxford grófjának címét, amikor IV. Eduárd apját és bátyját is kivégeztette az úgynevezett Oxford-összeesküvés miatt, amelynek célja a Lancaster-pártiak inváziója volt. 1468-ban John de Vere is gyanúba keveredett, és több hónapra bezárták a londoni Towerbe. 1470 tavaszán Angliába hajózott sógorával, Warwick grófjával, aki a IV. Eduárd ellen mozgósított seregeket vezette.
Amikor a következő őszön sikerült az uralkodót megbuktatni, Oxford az angliai csapatok parancsnoka lett. Pozícióját kihasználva vérpadra küldte elődjét, a York-párti John Tiptoftot, Worcester grófját, aki korábban halálra ítélte apját és bátyját. Oxford részt vett az 1471 áprilisi barneti csatában, majd miután IV. Eduárd visszaszerezte trónját, Franciaországba menekült. 1473 szeptemberében partra szállt Cornwallban, és megostromolta, majd elfoglalta a St. Michael's Mountot, egy tengeri szigeten álló várat, amelyet csak két hónapnyi ostrom után adott fel. A parlament 1475-ben elítélte, és a Calais-i erődbe zárták, ahonnan Sir James Blount, a kormányzó segítségével 1484-ben megszökött.
Oxford csatlakozott Tudor Henrikhez, a későbbi VII. Henrik angol királyhoz. 1485-ben partra szállt a leendő uralkodóval Angliában, és ő irányította serege jobbszárnyát a bosworthi csatában. Csapatainak kezdeti sikere valószínűleg hozzájárult ahhoz, hogy III. Richárd angol király megrohamozza Tudor Henrik alakulatait, ami viszont Lord Stanley beavatkozásához vezetett Henrik oldalán. A győzelmet ezek a momentumok hozták meg a Lancastereknek.
VII. Henrik számos hivatallal jutalmazta később Oxfordot, megkapta többek között Anglia kamarási és flottaparancsnoki címét. 1487-ben Oxford vezette a királyi sereget a győztes Stoke Field-i csatában. 1499-ben halálra ítélte Plantagenet Eduárdot, Warwick fiát, a York-ház utolsó közvetlen fiú ági leszármazottját.